# Récsey Viktor
Récsei Viktor Alfonz (1884-ig Ritschl) (Nagyszombat, 1858. július 12. – Bakonybél, 1908. október 14.) bencés szerzetes, gimnáziumi tanár, könyvtáros, régész.

## Életútja
Középiskoláit Nagyszombatban kezdte. 1874-ben felvették a bencés rendbe, majd ezután a pannonhalmi líceumot végezte el, és Győrött tett 1876-ben érettségi vizsgát. A tanárképzőt és a teológiát Pannonhalmán végezte el. 1880-ban hitoktató volt Győrszentmártonban. 1881-ben a kőszegi gimnázium hitszónoka és Lichtenstein Alajos herceg fiainak nevelője. Közben fél évet Dél-Tirolban, a nyári hónapokat pedig Stájerországban töltötte a hercegi családnál.
1881-ben szentelték pappá. 1887-ben tett tanári vizsgát a budapesti egyetemen. 1887-ben Zalaapátiban betegeskedett, ekkor levéltárosként működött. 1888-ban ideiglenesen nyugdíjban Kiscellen, majd Kassán élt, ahol a húszezer kötetes püspöki könyvtárat rendezte. 1889-ben Tihanyban lett könyvtáros. 1894-ben ókori régészetből, művészettörténetből és oklevéltanból doktorált Budapesten.
Rendtagként 1884-től 1887-ig Sopronban, majd 1891-től Esztergomban volt főgimnáziumi tanár. 1894-től a pannonhalmi főapátsági könyvtár és levéltár igazgatójává nevezték ki. 1905-ben vonult végleg nyugalomba Bakonybélbe.

## Munkássága
Értékes régészeti anyagot gyűjtött a pannonhalmi múzeum számára, illetve a millenniumi kiállításra. Közreadta a pannonhalmi könyvtár ősnyomtatványait és régi magyar könyveit.

## Társasági tagságai
A Magyar Tudományos Akadémia irodalomtörténeti bizottságának segédtagja, a Műemlékek Országos Bizottságának kinevezett tagja, az Országos Archaeológiai-Társulat és a Budapesti Philologiai-Társaság választmányi tagja volt. A Sopron megyei Régészeti Társulat főtitkáraként Sopron római kori régészeti emlékeit kutatta, valamint Esztergom középkori templomait és épületeit is ásatta. Egyik alapítója, majd főtitkára volt az Esztergomi Régészeti és Történeti Társulatnak. A Római Archaeologiai Akadémia levelező, az athéni Görög Archaeologiai Társulat külső tagja.

## Művei
- 1887 Sopron ókori neve (Scarbantia) és a sopronmegyei római feliratok. Sopron
- 1887 A Sopronmegyei Régészeti Társ. első évkönyve. Sopron
- 1887 Dr. Vámbéry Ármin élete és tudományos működése. Sopron
- 1888 Vasmegyei írók. Bio- és bibliográfiai gyűjt. Sopron
- 1889 Felolvasások és leírások. Kassa
- 1891 A kassai püspökségi könyvtár codexeinek és incunabulumainak jegyzéke. Budapest
- 1892 Néhány kiváló őskori emlék Esztergom vidékéről. Archaeologiai Értesítő
- 1893 Az esztergomi Szent Lőrinc-templom maradványai. Esztergom
- 1893 Pannónia ókori mythológiai emlékeinek vázlata. Esztergom
- 1895 Balaton-vidéki régészeti kutatásaim némi eredménye. Veszprém
- 1896 Exemplaria duplicata bibliothecae centralis Archicoenobii O.S.B. de S. Monte Pannoniae. Veszprém
- 1896 A kassai dóm síremlékei. Budapest
- 1896 „Balassa Bálintnak Esztergom alá való készülete és eleste”. Rimai Jánosnak egykorú költeménye után közli. Esztergom
- 1897 Győr és Pannonhalma nevezetességei. Esztergom
- 1898 Révai Miklós levelei Paintner Mihályhoz. Esztergom
- 1899 Írás és könyv hajdan és most. Győr
- 1899 Pannónia római község maradványai Pannonhalma tövében. Budapest
- 1899 Seckau, Emaus és Brewnow. Szombathely
- 1900 Mozaik görögországi tanulmányutamról. Sopron
- 1900 Külországból. Utirajzok. Pécs
- 1901 M. A. Regulus - Római történeti szomorújáték. Írta H. J. Collin. Ford. Wesselényi Miklós br. Győr
- 1902 Kalászat a pannonhalmi kézirattárból. Budapest
- 1902 A pannonhalmi-főapátság könyvtárának jegyzéke 1658-ban... Budapest
- 1902 A pannonhalmi központi könyvtár kettős példányainak jegyzéke. Budapest
- 1902 A tersatói B. Asszony búcsújáró helyének emlékkönyve. Fiume (fordítás)
- 1903-1904 Ősnyomtatványok és régi magyar könyvek a pannonhalmi könyvtárban. Budapest
- 1904 Bábel és Biblia útivázlatkönyvemben. Budapest
- 1904 Régi magyar vitézek felirata egy római katakombában. Magyar Sion
- 1904 Szent László király leányának, Iréne csnénak síremléke és bazilikája Bizáncban. Budapest
- Keresztény templomépítés az ókorban; Stephaneum Ny., Bp., 1904
- 1905 A Rákóczi-templom Konstantinápolyban. Esztergom
- 1906 Gasius Antal humanista írónak De tuenda et proroganda... c. kéziratos munkája... Budapest
- 1907 A pannonhalmi képtár. Budapest
- Az esztergomi Sz. Lőrincz-templom maradványai; Laskai Osvát Antikvárium, Esztergom, 2012 (Libri veteres Strigonii)